# پسران حاشیه‌نشین
پسران حاشیه‌نشین (ایتالیایی: Ragazzi fuori) یک فیلم درام ایتالیایی در سبک نئورئالیسم به کارگردانی مارکو ریسی است که در سال ۱۹۹۰ منتشر شد. این فیلم دنباله‌ای برای تا ابد مری است.

## بازیگران
- فرانچسکو بنینیو
- لوئیجی ماریا بوروآنو
- گویا یلو
- تانو چیمارزا
- تونی اسپراندئو
- آئورورا کواتروکی